# BeNe SuperCup
La BeNe SuperCup est une compétition de football féminin ayant connu deux éditions, en 2011 et en 2012. Elle oppose le champion des Pays-Bas au champion de Belgique en une manche unique. La création de la BeNe League met un terme à la compétition.
Le Standard de Liège est l'unique vainqueur de ces deux éditions.

## Édition 2011
La première édition a lieu le 30 août 2011 à Venlo aux Pays-Bas et est remportée par le Standard Fémina de Liège qui bat le FC Twente par 4 buts à 1.
| 31 août 2011 | FC Twente | 1 - 4   | Standard Fémina de Liège                | Seacon Stadium-De Koel, Venlo                   |                                                 |
| 19 h 30      | Nick 55e  | (0 - 2) | 37e Zeler · 45+1e 70e Martens · 68e Aga | Spectateurs : 2 000 Arbitrage : Sjoukje De Jong | Spectateurs : 2 000 Arbitrage : Sjoukje De Jong |
| 19 h 30      | Rapport   |         |                                         | Spectateurs : 2 000 Arbitrage : Sjoukje De Jong | Spectateurs : 2 000 Arbitrage : Sjoukje De Jong |

## Édition 2012
La deuxième BeNe SuperCup a lieu le 14 août 2012 à Malines en Belgique. Elle oppose l'ADO La Haye au Standard de Liège. Le Standard de Liège gagne grâce au but marqué par Vanity Lewerissa à la 52e minute.
| 14 août 2012 | Standard de Liège | 1 - 0   | ADO La Haye | Stade Argos Achter de Kazerne, Malines          |                                                 |
| 16 h 30      | Lewerissa 52e     | (0 - 0) |             | Spectateurs : 200 Arbitrage : Virginie Derouaux | Spectateurs : 200 Arbitrage : Virginie Derouaux |
| 16 h 30      | Rapport           |         |             | Spectateurs : 200 Arbitrage : Virginie Derouaux | Spectateurs : 200 Arbitrage : Virginie Derouaux |

## Édition 2020
Une BeNe SuperCup officieuse s'est disputée le samedi 11 janvier 2020 entre RSC Anderlecht et le FC Twente à Tegelen (Pays-Bas). Les Bruxelloises l'ont emporté 3-2.